# Äventyrare

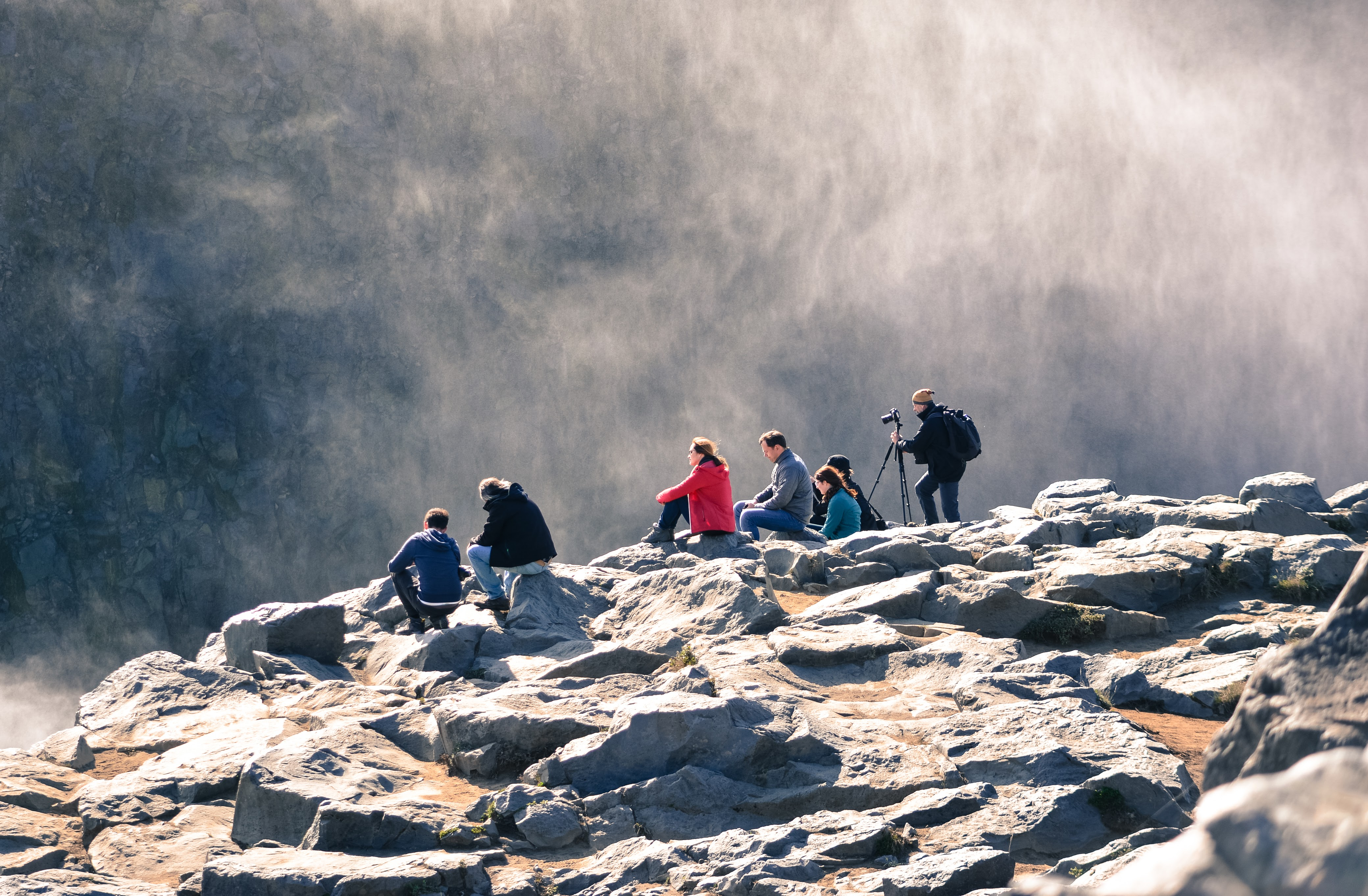
Äventyrare

En äventyrare är en person som sysslar med äventyr eller extremsport.
Under resor kan äventyrare ägna sig åt naturfotografering och annan rapportering. Äventyrare är ofta professionella föreläsare.

## Några svenska äventyrare
- Christian Bodegren
- Renata Chlumska
- Johanna Davidsson
- Fredrika Ek
- Simon Ek
- Oskar Kihlborg
- Göran Kropp
- Rune Larsson
- Tomas Olsson
- Lena Padukova
- Bert Persson
- Annelie Pompe
- Ola Skinnarmo
- Mikael Strandberg
- Fredrik Sträng
- Robin Trygg
- Emma Svensson